# Kirsten Flipkens

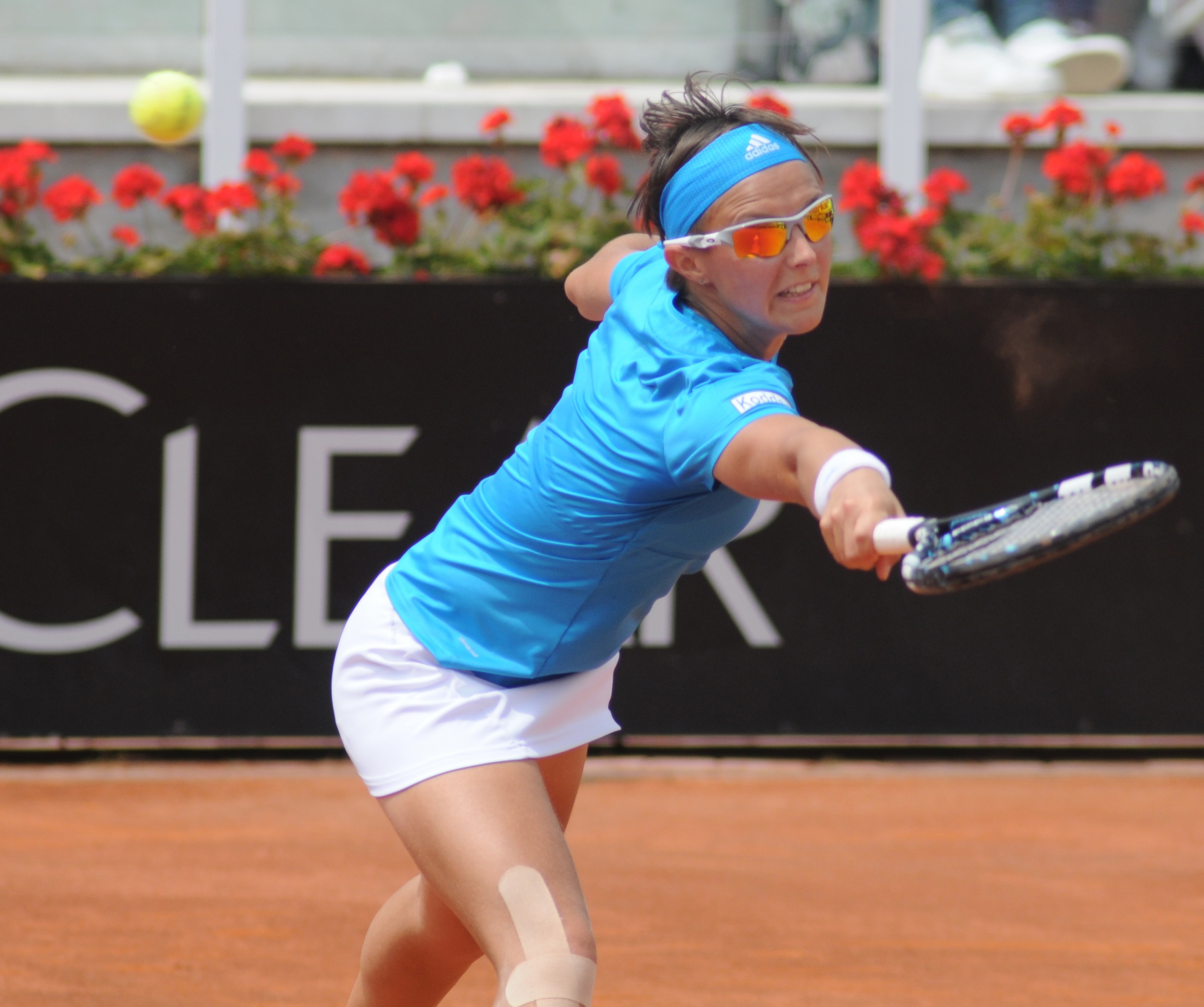
Rome 2014

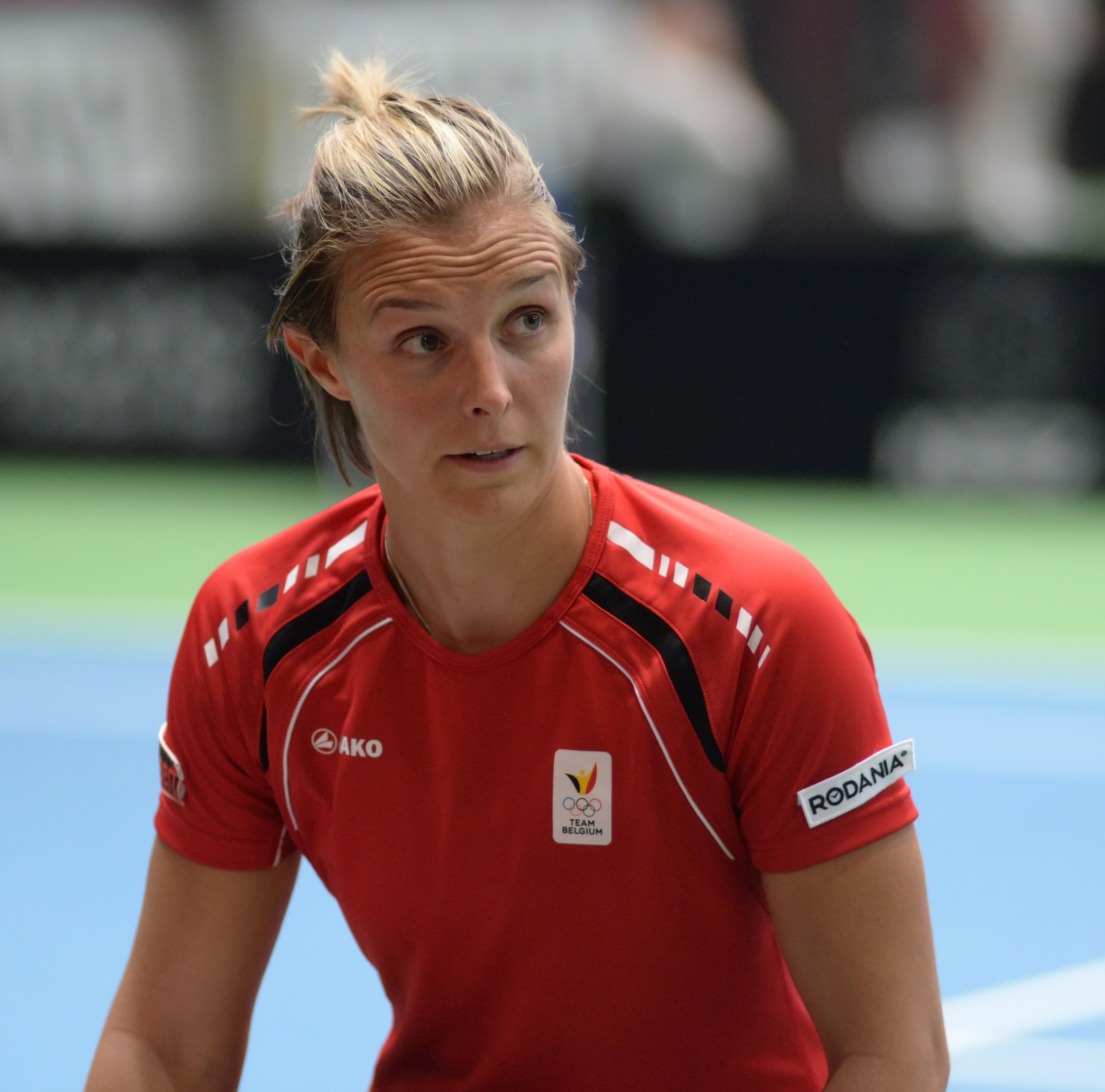
Fed Cup 2015

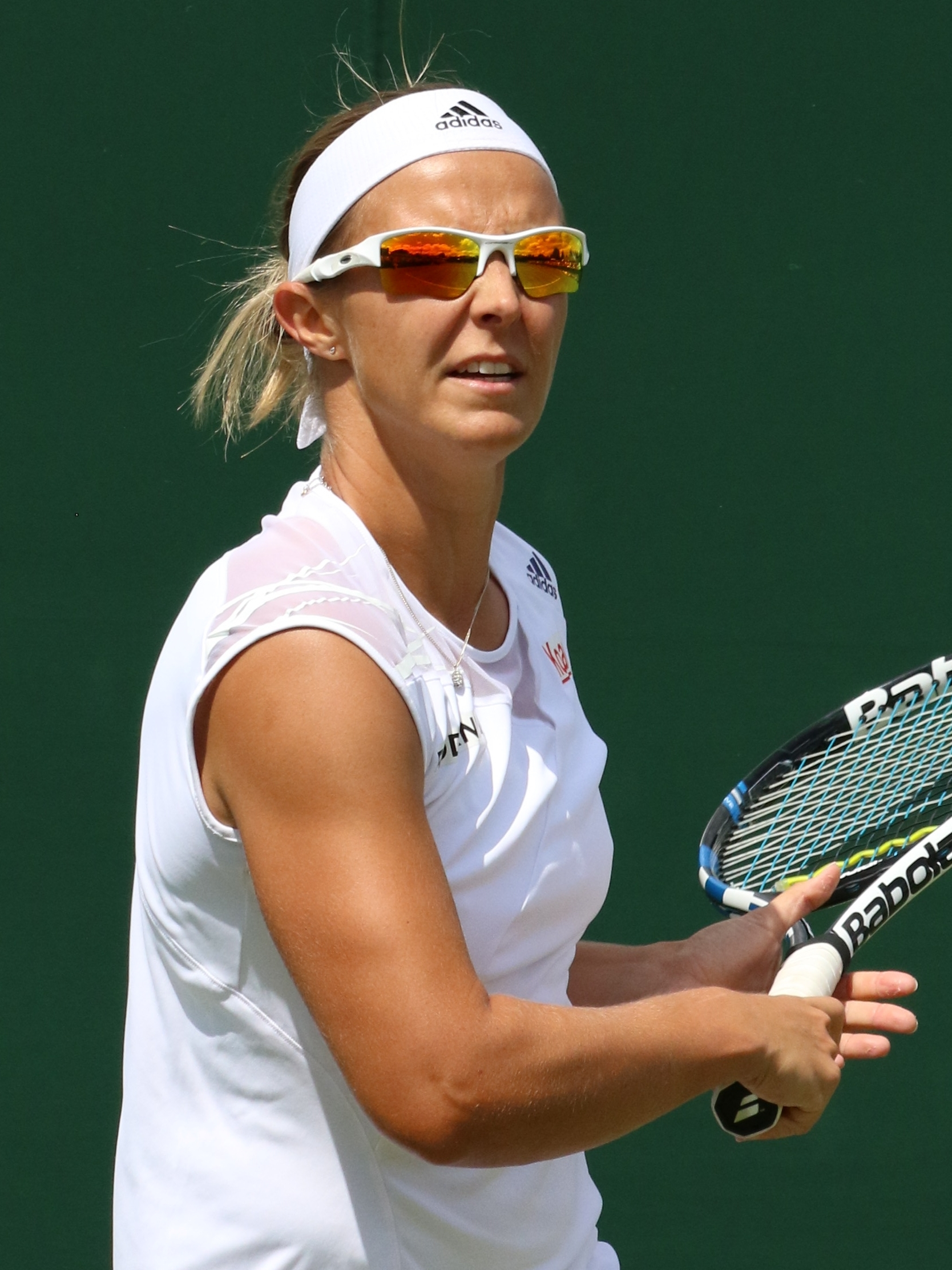
Wimbledon 2016

Kirsten Flipkens (Geel, 10 januari 1986) is een voormalig tennisspeelster uit België. Zij won verscheidene ITF-toernooien. Hoogtepunten in haar loopbaan waren winst bij de junioren op Wimbledon en US Open in 2003, de finale van de Fed Cup met België in 2006, de halve finale op Wimbledon in 2013 en de finale van het gemengd dubbel op het US Open in 2022. Haar hoogste WTA-ranking was de dertiende plaats in 2013. Datzelfde jaar werd Flipkens verkozen tot  Belgisch Sportvrouw van het Jaar.

## Posities op deWTA-ranglijst
Positie per einde seizoen:
| jaar | rang enkelspel | rang dubbelspel |
| ---- | -------------- | --------------- |
| 2001 | 1126           | –               |
| 2002 | 560            | 780             |
| 2003 | 363            | 310             |
| 2004 | 169            | –               |
| 2005 | 201            | 958             |
| 2006 | 105            | 391             |
| 2007 | 363            | –               |
| 2008 | 104            | 706             |
| 2009 | 81             | 333             |
| 2010 | 77             | 303             |
| 2011 | 194            | 340             |
| 2012 | 54             | –               |
| 2013 | 20             | 136             |
| 2014 | 46             | 254             |
| 2015 | 93             | 168             |
| 2016 | 63             | 87              |
| 2017 | 76             | 44              |
| 2018 | 48             | 34              |
| 2019 | 95             | 23              |
| 2020 | 85             | 30              |
| 2021 | 305            | 181             |
| 2022 | 241            | 30              |

## Loopbaan

### 2003
Op Wimbledon won de 17-jarige Flipkens de finale bij de junioren. Voor 12.000 toeschouwers versloeg ze de Russin Anna Tsjakvetadze in drie sets. Enkele weken later won de junior ook het US Open. Flipkens sloot 2003 af als nummer 1 bij de jeugd.

### 2006
In 2006 had zij dankzij een gelukje haar debuut op Roland Garros gemaakt. Na te zijn uitgeschakeld door de Française Virginie Pichet in de laatste kwalificatieronde, werd zij als lucky loser toch nog opgevist. In de eerste ronde moest zij opnieuw tegen Virginie Pichet, die zij deze keer wel versloeg, meer bepaald met 6-2 en 6-3. In de tweede ronde werd zij echter uitgeschakeld door de Italiaanse Flavia Pennetta met 6-1 en 6-0.
Wimbledon
- 1e ronde: Kirsten Flipkens - Jamea Jackson: 6-4, 4-6, 1-6

US Open
- 1e ronde: Kirsten Flipkens - Chan Yung-jan: 6-4, 6-2
- 2e ronde: Kirsten Flipkens - Jelena Janković: 2-6, 3-6

### 2007
Australian Open
- 1e ronde: Kirsten Flipkens - Maria Elena Camerin: 2-6, 2-6

ITF Ortisei
WTA Parijs
Proximus Diamond Games
- De Molse verloor in twee sets van Patty Schnyder: 4-6, 1-6.

### 2008
Zij startte het seizoen zwak door zwaar te verliezen in de Fed Cup tegen Oekraïne en door zich niet te kwalificeren voor de Proximus Diamond Games. Eind februari won zij wel het ITF-toernooi van Buchen. Half maart speelde Flipkens de finale op het ITF-toernooi van Las Palmas de Gran Canaria. De Nederlandse Chayenne Ewijk was toen nipt de betere. Na het ITF-toernooi van Buchen heeft Flipkens nu ook haar tweede titel van 2008 op zak. Op de Vatana open in Tessenderlo was zij een maatje te groot voor haar landgenote Caroline Maes. Na deze sterke prestaties hoorde Flipkens weer bij de beste 200 vrouwen van de wereld. Ook het 75.000$-toernooi van Marseille won zij. In de finale versloeg zij de Française Stéphanie Foretz. Op 31 augustus kwam er een einde aan de samenwerking tussen Flipkens en haar coach Marc De Hous.

### 2009
In 2009 behaalde Flipkens goede resultaten in het WTA-circuit. Ze begon goed aan het nieuwe seizoen. Aanvankelijk zou zij de Australische toernooien aan de kant laten liggen, maar in extremis kwam er een plaatsje vrij op de hoofdtabel van het Australian Open. Zonder enige voorbereiding won Flipkens haar eerste wedstrijd tegen de Paraguayaanse Rossana de los Ríos. In de tweede ronde bood zij sterk weerwerk tegen Jelena Janković, het eerste reekshoofd, maar zij verloor in twee sets met 4-6 en 5-7.
Tijdens de Fed Cup-ontmoeting met Slowakije in de eerste ronde van wereldgroep II beet Flipkens het spits af. Tegen Dominika Cibulková (WTA-18) dwong zij in de eerste set een tiebreak af. Deze ging echter verloren met 7-4. In de tweede set kon Flipkens geen vuist meer maken en zij verloor deze kansloos met 1-6. Flipkens redde nog de Belgische eer door op dag twee te winnen van Lenka Wienerová (WTA-176) met 6-3, 4-6 en 6-0. België was toen al op een onoverbrugbare 0-3-achterstand gekomen.
In februari haalde Flipkens de finale van het ITF-toernooi in het Duitse Biberach, maar zij ging onderuit tegen Karolina Šprem uit Kroatië die ooit nog nummer 17 van de wereld was.
Op Roland Garros bereikte Flipkens de tweede ronde – in de eerste ronde klopte zij thuisspeelster Stéphanie Foretz, van wie zij één week eerder nog verloor in Straatsburg. In de tweede ronde verloor zij met zware cijfers van de Slowaakse Dominika Cibulková.
Twee weken later bereikte zij de derde ronde op Wimbledon. In de eerste ronde verraste zij door dertigste reekshoofd Ágnes Szávay in twee sets te verslaan. In de tweede ronde won zij vlot van thuisspeelster Elena Baltacha. In de derde ronde verloor zij uiteindelijk van Dinara Safina, nummer één van de wereld.
Begin juli won Flipkens het ITF-toernooi van Zwevegem door in de finale de Japanse Yurika Sema in twee sets te verslaan. Het was het tiende ITF-toernooi dat zij op haar naam schreef.
Na twee nederlagen, in de eerste ronde van het ITF-toernooi in Pétange en in de eerste kwalificatieronde van het WTA-toernooi van New Haven, trok Kirsten naar het US Open. In de eerste twee ronden won zij respectievelijk van Jelena Dokić en Anabel Medina Garrigues. In de derde ronde ontmoette zij haar vriendin en mentor Kim Clijsters. Flipkens mocht voor het eerst in haar loopbaan aantreden op het Arthur Ashe Stadium, maar ging kansloos onderuit tegen haar landgenote.
In haar voorlaatste toernooi van het tennisseizoen 2009 speelde Kirsten de kwalificaties in Luxemburg. Die overleefde zij, hoewel zij het in de tweede ronde erg moeilijk had met de Française Estelle Guisard. In de tweede ronde van het hoofdtoernooi won Flipkens opnieuw verrassend van Anabel Medina Garrigues. Yanina Wickmayer was in de kwartfinale een maatje te groot – zij kon haar echter wel een set afsnoepen.

### 2013
Na vele jaren van blessures met zelfs in 2012 een levensbedreigende trombose, kwam zij in 2013 bijzonder sterk terug.
Flipkens zette haar goede reeks van eind 2012 heel goed door, door de kwartfinale te halen in Auckland. In de eerste twee ronden versloeg zij de lager geplaatste Galina Voskobojeva en Pauline Parmentier. In de kwartfinales trof zij haar als derde geplaatste landgenote Yanina Wickmayer, en Flipkens verloor die wedstrijd met 6-3 en 6-4.
Kirsten Flipkens begon vol zelfvertrouwen een week later aan het toernooi van Hobart. In de eerste ronde trof zij Francesca Schiavone – zij won de partij met 2-6, 6-3 en 7-6. In de laatste set stond zij 2-5 achter, maar zij kon deze toch nog winnen. Zij stootte in de halve finale op Mona Barthel, die met twee keer 6-4 te sterk was voor haar.
Door deze goede resultaten ging zij met een hoop zelfvertrouwen en goede moed naar het Australian Open. Daar stootte zij door tot de vierde ronde, haar beste resultaat op een grandslamtoernooi tot op dat moment. Hiervoor werd zij beloond met een sprong van plaats 43 naar 32 op de wereldranglijst van het vrouwenenkelspel, wat haar hoogste ranking tot dat moment was. Zij bevestigde haar goede vorm op het WTA-toernooi van Miami, waar zij de kwartfinale bereikte. Hierdoor klom zij naar de 22e plaats, haar nieuwe hoogste ranking. Nadat zij de tweede ronde had bereikt op Roland Garros, klom zij naar een nieuwe hoogste ranking, namelijk plaats 20.
Zij bevestigde vervolgens haar talent door voormalig winnares Petra Kvitová te verslaan in de kwartfinale van Wimbledon met 4-6, 6-3 en 6-4. In de halve finale ging zij kansloos onderuit met 6-1 en 6-2 tegen de Française Marion Bartoli, die het toernooi zou winnen. Na Wimbledon 2013 behaalde zij haar beste WTA-ranking ooit: de dertiende plaats.
Op 22 december 2013 werd Flipkens verkozen tot Sportvrouw van het Jaar 2013. Zij haalde het in die verkiezing van volleybalspeelster Valérie Courtois en van Cathérine Jacques die jiujitsu beoefent.

### 2016
Op de Olympische Zomerspelen in Rio de Janeiro behaalde ze een opmerkelijke resultaat door top tien-speelster Venus Williams in de eerste ronde te verslaan. Ze won in 3 sets: 4-6, 6-3 en 7-6.

### 2022
Op Wimbledon speelde Flipkens de laatste wedstrijd van haar loopbaan in het enkelspel. Op 30 juni verloor ze in de tweede ronde van Simona Halep met 7-5 en 6-4. In het dubbelspel ging Flipkens nog wel door.
Op het dubbelspel van het US Open bereikte Flipkens de finale van het grandslamtoernooi met de Fransman Édouard Roger-Vasselin aan haar zijde – ondanks een gewonnen eerste set moesten zij uiteindelijk in de match-tiebreak de duimen leggen voor het Australische koppel Storm Sanders en John Peers. In oktober won zij haar zesde dubbelspeltitel, op het WTA-toernooi van Cluj-Napoca samen met de Duitse Laura Siegemund.

### 2023
In januari pakte Flipkens met de zelfde partner haar zevende dubbelspeltitel, op het WTA-toernooi van Hobart – in de finale wonnen zij van Viktorija Golubic en Panna Udvardy.
Op Wimbledon speelde Flipkens de laatste wedstrijd van haar loopbaan in het dubbelspel. Op 10 juli verloren zij en de Hongaarse speelster Tímea Babos in de derde ronde.

### Tennis in teamverband
In de periode 2003–2022 maakte Flipkens deel uit van het Belgische Fed Cup-team – zij vergaarde daar een winst/verlies-balans van 18–33. In 2006 wonnen ze halve finale in Wereldgroep I van de Verenigde Staten, onder meer door winst van Flipkens tegen Jill Craybas (5-7, 6-2 en 6-4). De finale verloren zij van de Italiaanse dames.

## Palmares
| Legenda                 |
| ----------------------- |
| Grandslamtoernooi       |
| Olympische Spelen       |
| Year-End Championships  |
| Premier Mandatory       |
| Premier Five / WTA 1000 |
| Premier / WTA 500       |
| International / WTA 250 |
| Challenger / WTA 125    |

### WTA-finaleplaatsen enkelspel
| nr.              | finale     | toernooi      | ondergrond | tegenstandster    | score         |         |
| ---------------- | ---------- | ------------- | ---------- | ----------------- | ------------- | ------- |
| gewonnen finales |            |               |            |                   |               |         |
| 1.               | 2012-09-16 | WTA Québec    | tapijt (i) | Lucie Hradecká    | 6-1, 7-5      | details |
| 2.               | 2019-11-17 | WTA Houston   | hardcourt  | Coco Vandeweghe   | 7-6, 6-4      | details |
| verloren finales |            |               |            |                   |               |         |
| 1.               | 2013-06-22 | WTA Rosmalen  | gras       | Simona Halep      | 4-6, 2-6      | details |
| 2.               | 2016-03-06 | WTA Monterrey | hardcourt  | Heather Watson    | 6-3, 2-6, 3-6 | details |
| 3.               | 2018-06-17 | WTA Rosmalen  | gras       | Aleksandra Krunić | 7-6, 5-7, 1-6 | details |

### WTA-finaleplaatsen vrouwendubbelspel
| nr.              | finale     | toernooi        | ondergrond    | partner               | tegenstandsters                                 | score            |         |
| ---------------- | ---------- | --------------- | ------------- | --------------------- | ----------------------------------------------- | ---------------- | ------- |
| gewonnen finales |            |                 |               |                       |                                                 |                  |         |
| 1.               | 2016-09-25 | WTA Seoel       | hardcourt     | Johanna Larsson       | Akiko Omae Peangtarn Plipuech                   | 6-2, 6-3         | details |
| 2.               | 2017-06-17 | WTA Rosmalen    | gras          | Dominika Cibulková    | Kiki Bertens Demi Schuurs                       | 4-6, 6-4, [10-6] | details |
| 3.               | 2018-04-15 | WTA Lugano      | gravel        | Elise Mertens         | Vera Lapko Aryna Sabalenka                      | 6-1, 6-3         | details |
| 4.               | 2018-10-14 | WTA Linz        | hardcourt (i) | Johanna Larsson       | Raquel Atawo Anna-Lena Grönefeld                | 4-6, 6-4, [10-5] | details |
| 5.               | 2019-06-23 | WTA Mallorca    | gras          | Johanna Larsson       | María José Martínez Sánchez Sara Sorribes Tormo | 6-2, 6-4         | details |
| 6.               | 2022-10-16 | WTA Cluj-Napoca | hardcourt (i) | Laura Siegemund       | Kamilla Rachimova Jana Sizikova                 | 6-3, 7-5         | details |
| 7.               | 2023-01-14 | WTA Hobart      | hardcourt     | Laura Siegemund       | Viktorija Golubic Panna Udvardy                 | 6-4, 7-5         | details |
| verloren finales |            |                 |               |                       |                                                 |                  |         |
| 1.               | 2017-05-27 | WTA Neurenberg  | gravel        | Johanna Larsson       | Nicole Melichar Anna Smith                      | 6-3, 3-6, [9-11] | details |
| 2.               | 2017-10-21 | WTA Luxemburg   | hardcourt (i) | Eugenie Bouchard      | Lesley Kerkhove Lidzija Marozava                | 7-6, 4-6, [6-10] | details |
| 3.               | 2018-02-25 | WTA Boedapest   | hardcourt (i) | Johanna Larsson       | Georgina García Pérez Fanny Stollár             | 6-4, 4-6, [3-10] | details |
| 4.               | 2018-05-26 | WTA Neurenberg  | gravel        | Johanna Larsson       | Demi Schuurs Katarina Srebotnik                 | 6-3, 3-6, [7-10] | details |
| 5.               | 2018-06-16 | WTA Rosmalen    | gras          | Kiki Bertens          | Elise Mertens Demi Schuurs                      | 3-3, opgave      | details |
| 6.               | 2019-01-12 | WTA Hobart      | hardcourt     | Johanna Larsson       | Chan Hao-ching Latisha Chan                     | 3-6, 6-3, [6-10] | details |
| 7.               | 2019-06-29 | WTA Eastbourne  | gras          | Bethanie Mattek-Sands | Chan Hao-ching Latisha Chan                     | 6-2, 3-6, [6-10] | details |
| 8.               | 2019-10-20 | WTA Moskou      | hardcourt (i) | Bethanie Mattek-Sands | Shuko Aoyama Ena Shibahara                      | 2-6, 1-6         | details |

### Finaleplaatsen gemengd dubbelspel
| nr.              | finale     | toernooi | ondergrond | partner                | tegenstanders            | score            |         |
| ---------------- | ---------- | -------- | ---------- | ---------------------- | ------------------------ | ---------------- | ------- |
| gewonnen finales |            |          |            |                        |                          |                  |         |
| geen             |            |          |            |                        |                          |                  |         |
| verloren finales |            |          |            |                        |                          |                  |         |
| 1.               | 2022-09-10 | US Open  | hardcourt  | Édouard Roger-Vasselin | Storm Sanders John Peers | 6-4, 4-6, [7-10] | details |

### Gewonnen ITF-toernooien enkelspel
| nr. | finale     | toernooi    | ondergrond | tegenstandster in finale | score         | dotatie   |
| --- | ---------- | ----------- | ---------- | ------------------------ | ------------- | --------- |
| 1.  | 2002-08-04 | Pétange     | gravel     | Tanja Hirschauer         | 4-6, 6-2, 6-1 | $ 10.000  |
| 2.  | 2002-08-18 | Koksijde    | gravel     | Michelle Gerards         | 6-4, 7-6      | $ 10.000  |
| 3.  | 2004-04-05 | Napels      | gravel     | Mandy Minella            | 5-7, 6-3, 6-1 | $ 10.000  |
| 4.  | 2004-07-25 | Innsbruck   | hardcourt  | Michaela Paštiková       | 6-2, 6-3      | $ 50.000  |
| 5.  | 2005-08-14 | Hechingen   | gravel     | Magdaléna Rybáriková     | 6-4, 6-3      | $ 25.000  |
| 6.  | 2006-02-05 | Las Palmas  | hardcourt  | Alla Koedrjavtseva       | 6-1, 6-4      | $ 25.000  |
| 7.  | 2008-03-02 | Buchen      | tapijt     | Sandra Záhlavová         | 6-1, 3-6, 6-4 | $ 10.000  |
| 8.  | 2008-03-30 | Tessenderlo | gravel     | Caroline Maes            | 7-5, 6-1      | $ 25.000  |
| 9.  | 2008-06-15 | Marseille   | gravel     | Stéphanie Foretz         | 7-6, 6-2      | $ 75.000  |
| 10. | 2009-07-19 | Zwevegem    | gravel     | Erika Sema               | 6-3, 6-3      | $ 25.000  |
| 11. | 2012-07-08 | Middelburg  | gravel     | Aravane Rezaï            | 6-1, 6-0      | $ 25.000  |
| 12. | 2012-08-05 | Rebecq      | gravel     | Myrtille Georges         | 6-2, 6-1      | $ 25.000  |
| 13. | 2018-06-29 | Southsea    | gras       | Katie Boulter            | 6-4, 5-7, 6-3 | $ 100.000 |

### Gewonnen ITF-toernooien dubbelspel
| nr. | finale     | toernooi | ondergrond | partner         | tegenstandsters in finale       | score            | dotatie   |
| --- | ---------- | -------- | ---------- | --------------- | ------------------------------- | ---------------- | --------- |
| 1.  | 2003-08-17 | Koksijde | gravel     | Elke Clijsters  | Zuzana Cerna Vladimíra Uhlířová | 6-2, 6-4         | $ 10.000  |
| 2.  | 2018-06-29 | Southsea | gras       | Johanna Larsson | Alicja Rosolska Abigail Spears  | 6-4, 3-6, [11-9] | $ 100.000 |

### Gewonnen juniorentoernooien enkelspel
| nr. | finale     | toernooi  | ondergrond | tegenstandster in finale | score         | graad |
| --- | ---------- | --------- | ---------- | ------------------------ | ------------- | ----- |
| 1.  | 2003-07-06 | Wimbledon | gras       | Anna Tsjakvetadze        | 6-4, 3-6, 6-3 | A     |
| 2.  | 2003-09-07 | US Open   | hardcourt  | Michaëlla Krajicek       | 6-3, 7-5      | A     |

### Gewonnen juniorentoernooien dubbelspel
| nr. | finale     | toernooi            | ondergrond | partner            | tegenstandsters in finale            | score         | graad |
| --- | ---------- | ------------------- | ---------- | ------------------ | ------------------------------------ | ------------- | ----- |
| 1.  | 2001-03-09 | Kramfors            | tapijt     | Daria Chemarda     | Kristina Jarkenstedt Helena Norfeldt | 7-5, 7-5      | 4     |
| 2.  | 2001-07-08 | Castricum           | gravel     | Melanie Oosterhof  | Olga Poetsjkova Daria Chemarda       | 6-3, 7-5      | 2     |
| 3.  | 2002-01-13 | Caracas             | hardcourt  | Lucie Šafářová     | Marnie Mahler Zuzana Malicherova     | 6-2, 6-0      | 1     |
| 3.  | 2002-02-03 | Přerov              | tapijt     | Lina Stančiūtė     | Andrea Hlaváčková Eva Hrdinová       | 6-2, 5-7, 6-3 | 2     |
| 4.  | 2002-04-01 | Florence            | gravel     | Romina Oprandi     | Katja Blocker Jenny Zika             | 6-2, 6-3      | 2     |
| 5.  | 2002-05-05 | Salsomaggiore Terme | gravel     | Elke Clijsters     | Darya Ivanov Tiffany Welford         | 6-3, 6-3      | 2     |
| 6.  | 2002-09-08 | US Open             | hardcourt  | Elke Clijsters     | Shadisha Robinson Tory Zawacki       | 6-1, 6-3      | A     |
| 7.  | 2003-04-13 | Umag                | gravel     | Andrea Hlaváčková  | Magdalena Kiszczyńska Marta Lesniak  | 3-6, 6-3, 6-2 | 1     |
| 8.  | 2003-06-27 | Roehampton          | gravel     | Michaëlla Krajicek | Viktoryja Azarenka Volha Havartsova  | 7-6, 6-4      | 1     |

## Resultaten grote toernooien
| Legenda | Legenda                          |
| ------- | -------------------------------- |
| g.t.    | geen toernooi gehouden           |
| l.c.    | lagere categorie                 |
| –       | niet deelgenomen                 |
| G       | uitgeschakeld in de groepsfase   |
| 1R      | uitgeschakeld in de eerste ronde |
| 2R      | uitgeschakeld in de tweede ronde |
| 3R      | uitgeschakeld in de derde ronde  |
| 4R      | uitgeschakeld in de vierde ronde |
| KF      | uitgeschakeld in de kwartfinale  |
| HF      | uitgeschakeld in de halve finale |
| F       | de finale verloren               |
| W       | het toernooi gewonnen            |
| w-v     | winst/verlies-balans             |

### Enkelspel
| toernooi            | 2006 | 2007 | 2008 | 2009 | 2010 | 2011 | 2012 | 2013 | 2014 | 2015 | 2016 | 2017 | 2018 | 2019 | 2020 | 2021 | 2022 |
| ------------------- | ---- | ---- | ---- | ---- | ---- | ---- | ---- | ---- | ---- | ---- | ---- | ---- | ---- | ---- | ---- | ---- | ---- |
| grandslamtoernooien |      |      |      |      |      |      |      |      |      |      |      |      |      |      |      |      |      |
| Australian Open     | –    | 1R   | –    | 2R   | 1R   | 1R   | –    | 4R   | 2R   | 1R   | 2R   | 1R   | 2R   | 1R   | 1R   | 1R   | 1R   |
| Roland Garros       | 2R   | –    | –    | 2R   | 2R   | 1R   | –    | 2R   | 2R   | 1R   | 1R   | 2R   | 2R   | 1R   | 1R   | –    | –    |
| Wimbledon           | 1R   | –    | –    | 3R   | 2R   | 1R   | –    | HF   | 3R   | 2R   | 2R   | 2R   | 2R   | 2R   | g.t. | –    | 2R   |
| US Open             | 2R   | –    | –    | 3R   | 1R   | –    | 2R   | 1R   | 1R   | 1R   | 1R   | 2R   | 2R   | 2R   | 2R   | –    | –    |
| Premier Mandatory   |      |      |      |      |      |      |      |      |      |      |      |      |      |      |      |      |      |
| Indian Wells        | –    | –    | –    | –    | 3R   | 1R   | –    | 3R   | 2R   | 2R   | –    | 2R   | 1R   | 2R   |      |      |      |
| Miami               | –    | –    | –    | –    | –    | –    | –    | KF   | 4R   | 1R   | 2R   | 3R   | 2R   | 1R   |      |      |      |
| Madrid              | l.c. | l.c. | l.c. | –    | 1R   | –    | –    | 2R   | 1R   | –    | –    | –    | –    | 1R   |      |      |      |
| Peking              | l.c. | l.c. | l.c. | 1R   | –    | –    | –    | 1R   | 1R   | –    | –    | –    | 2R   | –    |      |      |      |
| Premier Five        |      |      |      |      |      |      |      |      |      |      |      |      |      |      |      |      |      |
| Dubai/Doha          | l.c. | l.c. | –    | –    | 2R   | –    | –    | –    | 1R   | 1R   | 1R   | –    | –    | –    |      |      |      |
| Montréal/Toronto    | –    | –    | –    | –    | –    | –    | –    | 3R   | 1R   | –    | –    | 2R   | 1R   | –    |      |      |      |
| Cincinnati          | –    | –    | –    | –    | –    | –    | –    | 1R   | 2R   | –    | –    | –    | –    | –    |      |      |      |
| Tokio/Wuhan         | –    | –    | –    | –    | –    | –    | –    | 2R   | 3R   | –    | –    | –    | 1R   | –    |      |      |      |
| olympisch           |      |      |      |      |      |      |      |      |      |      |      |      |      |      |      |      |      |
| Olympische Spelen   | g.t. | g.t. | –    | g.t. | g.t. | g.t. | –    | g.t. | g.t. | g.t. | 3R   | g.t. | g.t. | g.t. |      |      |      |
| statistieken        |      |      |      |      |      |      |      |      |      |      |      |      |      |      |      |      |      |
| titels per jaar     | 0    | 0    | 0    | 0    | 0    | 0    | 1    | 0    | 0    | 0    | 0    | 0    | 0    | 1    | 0    |      |      |
| eindejaarsranking   | 105  | 363  | 104  | 81   | 77   | 194  | 54   | 20   | 46   | 93   | 63   | 76   | 48   | 95   |      |      |      |

### Vrouwendubbelspel
| toernooi        | 2010 | 2011 | 2012 | 2013 | 2014 | 2015 | 2016 | 2017 | 2018 | 2019 | 2020 | 2021 | 2022 |
| --------------- | ---- | ---- | ---- | ---- | ---- | ---- | ---- | ---- | ---- | ---- | ---- | ---- | ---- |
| Australian Open | 1R   | 1R   | –    | 1R   | 1R   | 2R   | 3R   | 2R   | 1R   | 3R   | 2R   | 2R   | KF   |
| Roland Garros   | 1R   | –    | –    | –    | 2R   | –    | 2R   | KF   | 2R   | HF   | 2R   | –    | 2R   |
| Wimbledon       | 1R   | –    | –    | 2R   | 1R   | –    | 1R   | 3R   | 3R   | 2R   | g.t. | –    | 3R   |
| US Open         | 1R   | –    | 1R   | 2R   | 1R   | 2R   | 1R   | 1R   | 1R   | 1R   | 1R   | –    | KF   |

### Gemengd dubbelspel
| Australian Open | –  | –  | –  | –  | –  | 1R   | 1R |
| Roland Garros   | –  | 1R | –  | –  | –  | g.t. | –  |
| Wimbledon       | 2R | –  | 2R | 3R | –  | g.t. | –  |
| US Open         | –  | –  | –  | –  | 2R | g.t. | F  |